# Surface d'univers
Pour les articles homonymes, voir Surface.

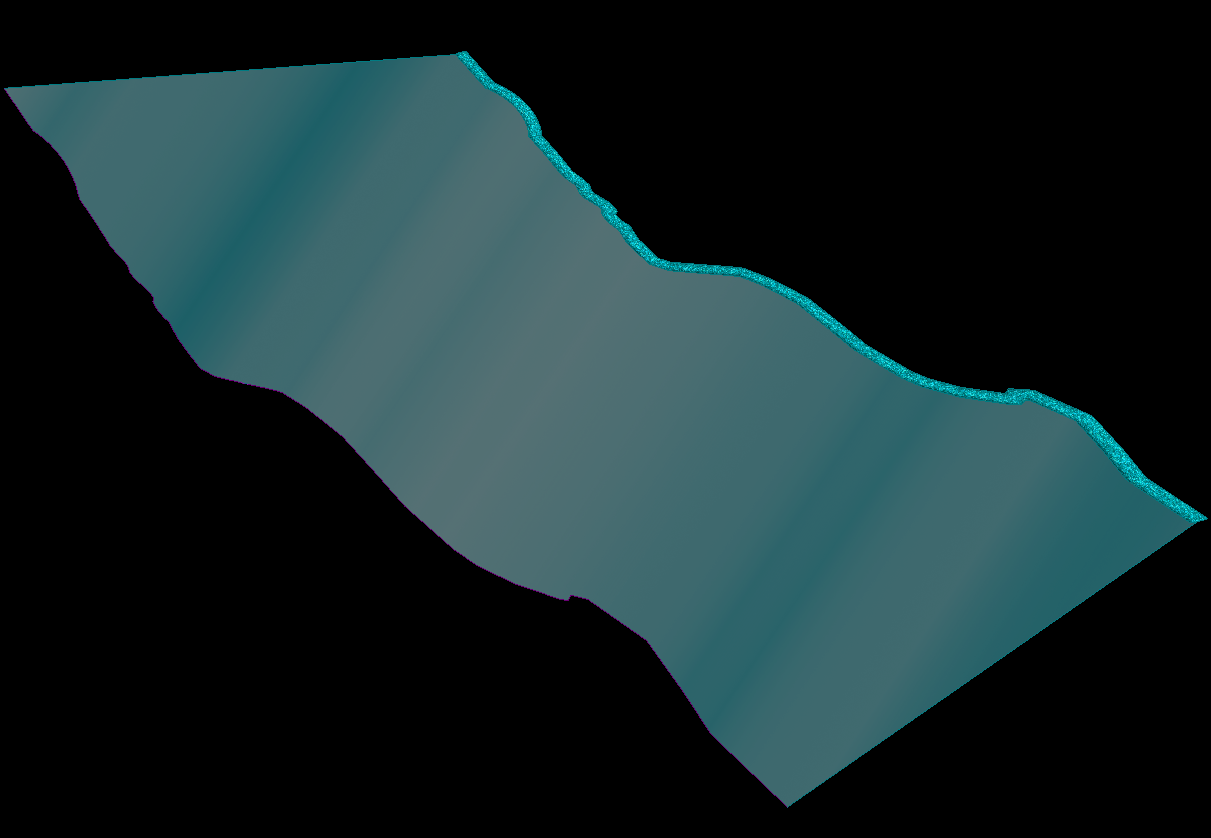
Une partie de la surface d'univers d'une corde ouverte. Cette image est une représentation dans le temps.

En physique théorique, la surface d'univers d'une corde est la surface tridimensionnelle (plus précisément, elle se déroule dans deux dimensions spatiales et une dimension temporelle) couverte par son mouvement (le balayage). Elle peut être comparée à la ligne d'univers engendrée par une particule ponctuelle ou à un volume d'univers, engendré par une brane. Dans ce cas particulier de déplacement engendré par une corde, il s'agit en réalité d'une 1-brane. 

Une surface d'univers est donc la généralisation des lignes d'univers aux cordes. Sachant que la 1-brane vaut dans l'espace-temps le carré d'un fractal tridimensionnel, la valeur du volume d'univers dépend du différentiel d'énergie entre les particules de la ligne d'univers et celles engendrées par la surface d'univers.